# ガリ (オーストラリアの島)

ガリ

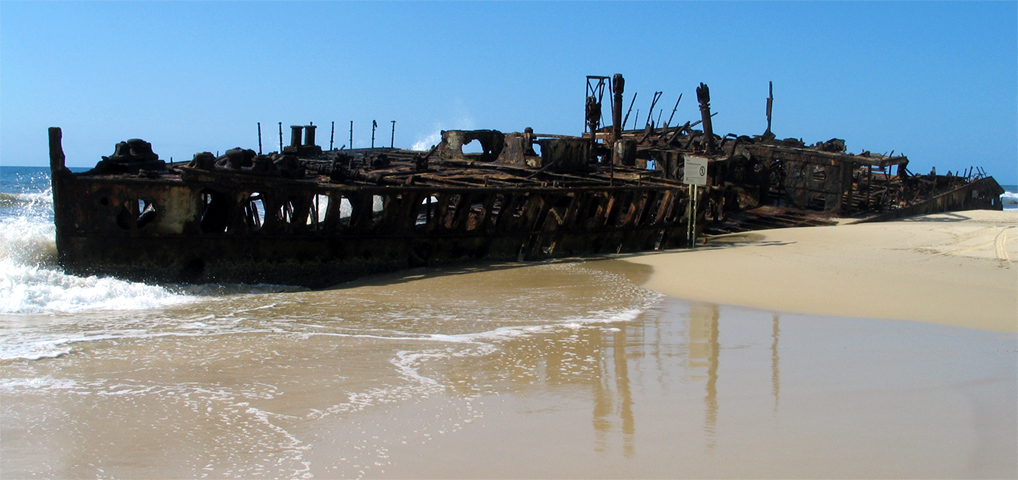
難破船マヘノ号

ガリ（K’gari）は、オーストラリアのクイーンズランド州にある島で、世界で最も大きな砂の島である。1992年、ユネスコの世界遺産（自然遺産）に登録された。島はブリズベンから北に約300kmの所にあり、南北123km、幅25km、島の最高高度は240mである。島のほぼ全域がグレート・サンディ国立公園として国立公園に指定されている。
かつてはフレーザー島（Fraser Island）と呼ばれていた時期があるが、2023年6月7日に先住民の名称であるガリに戻された。

## 概要
「フレーザー島」の名前は、キャプテン・ジェームス・フレーザーの妻でエリザ・フレーザー（Eliza Fraser）が乗船していたスターリング・キャッスル号が難破しこの島へ流れ着いたのが由来であるとされる。しかし、この話には様々なバージョンがあり、どれが正確な情報であるか分かっていない。島の元の名前は先住民（アボリジニ）のバッチュラ族による「ガリ」（K'gari）である。ガリは楽園（パラダイス）を意味する。バッチュラ族は島の名前を元に戻すよう働きかけ、2017年にクイーンズランド州当局はグレート・サンディ国立公園内の区域名を「ガリ（フレーザー島）」へ変更した。これに続き2021年7月に延期開催された第44回世界遺産委員会において、オーストラリアの要請により世界遺産の登録名の変更が決定され、9月20日にクイーンズランド州政府は名称の変更を発表した。2023年6月7日、公式に名称が変更された。
かつて島内にはバッチュラ族を始めとする600～1000人のアボリジナルピープルが住んでいたとされるが、入植者である西洋人が彼らを退けたため、20世紀初頭にこの集団は消滅した。現在では観光従事者など100人余りが島内に定住している。
ガリの浜辺には難破船マヘノ号（Maheno）の残骸が打ち上げられている。マヘノは1905年にオーストラリア－ニュージーランド間を航行する客船として建造され、第一次世界大戦中にはイギリス海峡で病院船としても利用された。1935年にスクラップ処分のためメルボルンから日本へ曳航される際に強いサイクロンに遭って打ち上げられ、現在は観光スポットの一つとなっている。
砂でできた島は雨水が地下に浸透しやすいため、植生や湖沼が生じにくいが、フレーザー島は淡水湖があり、世界で有数の透明度を誇る。特に世界の淡水砂丘湖の約半分はこの島にあり、有名な湖としてマッケンジー湖が挙げられる。この湖も観光客のレジャースポットとなっている。砂が石英であり、かつ水は酸性を示すため、髪、歯、宝石などの洗浄に適し、また人の肌を剥離させる効果がある。石鹸やサン・オイルの使用はもとより、ここでの排尿は湖の透明度を下げるので慎むべきである。
島にあるエリー川は非常に良いレジャースポットであり、ハイキングの他、水泳を楽しむことも出来る。
島の砂浜から内陸の砂丘まではヤシ、シダ類など植物とヒース（ワラム）、熱帯雨林などの植生に覆われているが、2020年10月下旬、違法なたき火を原因とする大規模な山林火災が発生。12月になっても火勢は衰えず、火災発生から6週間の時点で76000haが焼失した。
ただし、砂の島とはいえ、長年の累層堆積の結果により、島の西部では深さが25mを超えるポドゾルという砂質土壌が形成されている（逆に東部では0.5mしかない）。これは世界の他の場所のポドゾルより遥かに厚い。

## 動物相
野鳥は350種以上確認されており、特に渡り鳥の中継地点として重要な地点でもある。また絶滅が危惧されるキジインコ（Ground Parrot）や多くの絶滅危惧種のカエルの生息地でもある。哺乳類は47種確認されている。特に、フレーザー島は純血のディンゴの生息地としても知られ、島内には120から150頭が生息するとされている。ディンゴとの交雑を避けるためにも人間に飼われている犬の島への持ち込みは禁止されているほか、島内の動物を守るためにもネコなどのペットの持ち込みは禁止されている。
一方で、2001年に男の子がディンゴに襲われて死亡する事故が起きたほか、増加した観光客との偶発的な事故が度々起きており、ディンゴの保護管理計画も策定されている。

## 観光
島全域が一般にも公開されており、観光客は海辺でのキャンプを楽しんだり、ザトウクジラやイルカの出現を見たりすることが出来る。特にハービー湾は、繁殖と子育てのために訪れるザトウクジラの観察スポットとして有名である。
ハービー・ベイやヌーサなどの近郊の街からはもとより、ブリスベンやゴールドコーストからも多数のツアーが実施されているほか、個人で訪れる観光客も多い。
島内ではキャンプ、ブッシュウォーキング、釣り、水泳などの活動が楽しめる。

## 交通

### 航路
カーフェリーで島に渡れる場所は以下の3地点である。なお、島内を走れる車は4WDのみであり、また許可が必要である。
- ハービー・ベイから島の西側のムーン岬へ
- ハービー・ベイ南側のリバーヘッドからキングフィッシャー湾とワンガグールバ川へ
- レインボー・ビーチの北のインスキップ岬から島の南端のフック岬へ

### 空路
ハービー・ベイ空港とマルチドール空港より飛行機で行くことが出来る。

## 世界遺産
2021年7月に開催された第44回世界遺産委員会では、世界遺産の登録名を先住民の言葉であるガリ（フレーザー島）（英語: K’gari (Fraser Island)、フランス語: K’gari (Île Fraser)）へ変更することが決定された。2025年には旧称を併記しない「ガリ」に名称変更された。

### 登録基準
この世界遺産は世界遺産登録基準のうち、以下の条件を満たし、登録された（以下の基準は世界遺産センター公表の登録基準からの翻訳、引用である）。
- (7) ひときわすぐれた自然美及び美的な重要性をもつ最高の自然現象または地域を含むもの。
- (9) 陸上、淡水、沿岸および海洋生態系と動植物群集の進化と発達において進行しつつある重要な生態学的、生物学的プロセスを示す顕著な見本であるもの。